# Parafia św. Anny – Matki Najświętszej Maryi Panny w Bobinie

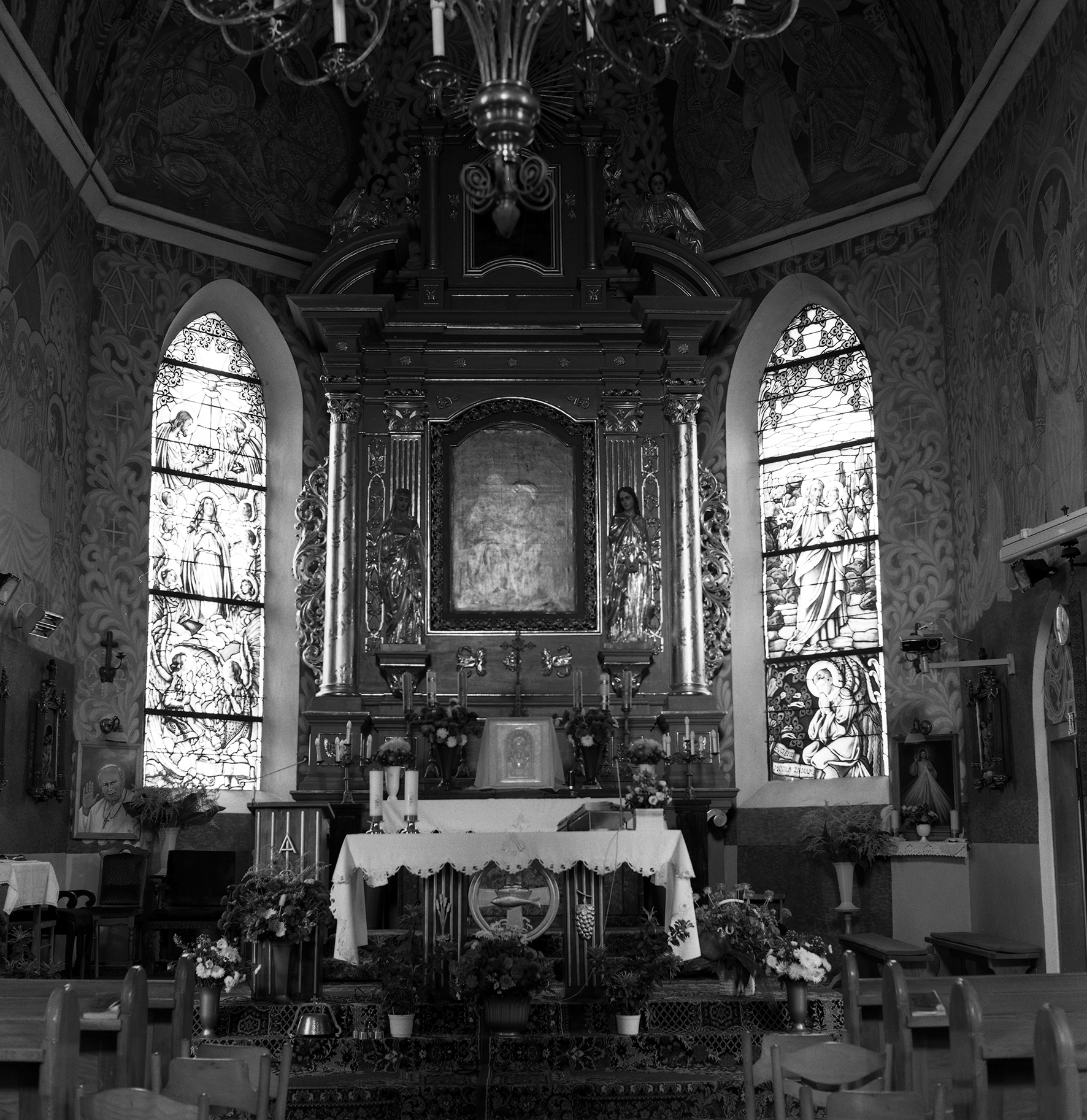
Wnętrze kościoła w Bobinie.

Parafia św. Anny – Matki NMP w Bobinie – parafia rzymskokatolicka, znajdująca się w diecezji kieleckiej, w dekanacie proszowickim do której należą wierni z Bobina, Czajęczyc, Dalechowic, Kaczanowa, Kuchar i Wolwanowic. W 2005 roku parafia liczyła 1612 wiernych.

## Historia
Parafia Bobin powstała około 1246, ale według niektórych historyków, ze względu na pierwotny tytuł kościoła św. Idziego, pozwala usytuować powstanie parafii w latach 1086 – 1138. Pierwsza udokumentowana wzmianka o Bobinie pochodzi z XIII wieku. Dnia 15 lipca 1249 odbywa się w Bobinie zjazd dygnitarzy przy Bolesławie księciu krakowskim i sandomierskim „in colloquio quod habuimus in Bobin”. Pierwszy wzmiankowany w dokumentach pisanych kościół w Bobinie pochodził z 1326; następnie w dokumentach z 1470 wspomniany jest drewniany kościół pod wezwaniem św. Idziego. Stał on w innym miejscu niż obecnie, w zachodnim krańcu wsi, w miejscu zwanym Niwa. (O tym miejscu przypomina jeszcze dziś drewniany krzyż). Parafia należała wówczas do dekanatu kazimierskiego. W roku 1396 proboszczem parafii był niejaki Pełka
W czasach Reformacji Kacper Smolik, właściciel Bobina, w 1565 spalił i sprofanował kościół i przez 48 lat parafia była w rękach innowierców. W 1595 wieś położona w powiecie proszowickim województwa krakowskiego była własnością kasztelana małogoskiego Sebastiana Lubomirskiego. W 1613 Sebastian Lubomirski, właściciel Bobina, ufundował nowy kościół, modrzewiowy, na obecnym miejscu, a z resztek ruin starego kościoła ufundował wikarię i dom dla nauczyciela w Kazimierzy Wielkiej. Pierwszy proboszcz tego nowego kościoła i przywróconej parafii został wyznaczony przez Stanisława Lubomirskiego, syna Sebastiana, i był nim proboszcz w Podolińcu na Spiszu (obecnie na Słowacji), mieszczanin krakowski, ks. Wojciech Sporewius. Kościół został konsekrowany w 1623 przez biskupa Tomasza Oborskiego. Ówczesnym proboszczem był Gallus Łopiensius. Następnie dokumenty wspominają o proboszczu Marcinie Korabskim, który odbudował kościół po zniszczeniach wojennych (Potop szwedzki 1655 – 1660 i wojna północna 1700 – 1721). Konsekracja kościoła odbyła się 16 sierpnia 1727 przez biskupa sufragana krakowskiego Michała Kunickiego. W 1783 wizytacja biskupia stwierdza, że kościół w Bobinie jest stary i mocno nadrujnowany. Kościółek wyposażony był wtedy w 3 ołtarze:
- główny z Panem Jezusem na krzyżu, na zasuwie św. Anna (tak jest i obecnie),
- w nawie N.M.P. z Dzieciątkiem na rękach, a na zasuwie Niepokalanie Poczęta (obecnie Śmierć św. Józefa)
- ze św. Wincentym, na zasuwie św. Józef (obecnie św. Izydor).
W 1808 Marianna Siemiońska, kolatorka i dziedziczka Bobina, Wolwanowic i Lekszyc, funduje drewniany kościół. Widocznie nie był to solidny budynek skoro już w 1852 groził zawaleniem. Z tego też powodu rozpoczęto w 1861 budowę neogotyckiego kościoła na planie krzyża, z cegły, o wymiarach 40 x 15 łokci, według projektu znanego krakowskiego architekta Filipa Pokutyńskiego. Został on poświęcony i oddany do użytku wiernych w pierwszą niedzielę Adwentu 1869. Jest więc to już czwarty kościół na tym miejscu. Jego fundatorem jest hrabia Alfred Łoś – właściciel Bobina, proboszczem był ks. Władysław Płoszczycki. (Zmarł on 25 grudnia 1888 mając 59 lat i jest pochowany na miejscowym cmentarzu). Parafia liczyła wówczas 320 rodzin: 175 dworskich i 145 włościańskich.
Następnie staraniem proboszcza ks. Ludwika Tymowskiego pobudowano drewnianą dzwonnicę (1892) i babiniec przy południowej stronie kościoła. Zakrystię dobudowano przed II wojną światową. Z okresu międzywojennego pochodzą: piękne witraże, wykonane przez firmę Żeleńskiego z Krakowa, chór drewniany wykonany przez miejscowego stolarza Marcelego Niedźwieckiego oraz 11-sto głosowe organy.
Polichromię, w stylu bizantyjsko-ruskim, tuż po wojnie, wykonał malarz, profesor Adam Stalony-Dobrzański. Została ona odrestaurowana przez artystę malarza Sotirysa Pantopulosa w 1976. Dolna część polichromii, zniszczona przez wilgoć, była odnawiana w 2009 i 2010.
Wewnątrz kościoła znajduje się barokowy ołtarz główny z krucyfiksem z XVII wieku, na zasuwie obraz św. Anny (z 1889), powyżej obraz św. Stanisława. Ołtarz i ambona konserwowane i odnowione w 2011.
W kaplicach bocznych znajdują się barokowe ołtarze z początku XVIII wieku: od północy Matki Bożej Bobińskiej, od południa Św. Wincentego Ferreriusza. W kaplicy północnej można zobaczyć XVII-sto wieczną chrzcielnicę z czarnego marmuru. Na ścianach kościoła znajdują się epitafia inskrypcyjne Jana z Dobnia Dobińskiego (zm. 1689), jego żony Zofii, siostry i brata wystawione w 1710; hrabiego Alfreda Łosia (zm. w 1883) i jego żony Konstancji (zm. 1910); Euzebiusza Skarbek Wojewódzkiego, dra medycyny, właściciela Dalechowic (zm. 1894) i jego żony Anny (zm. 1906) oraz ks. Władysława Płoszczyckiego (zm. 25 grudnia 1888).
W roku 1724 zostało założone przy parafii Bractwo Różańca Św., które działało do okresu międzywojennego.
Do końca XIX wieku przy parafii działał szpital dla ubogich, zwany też domem schronienia. Pełnił on funkcje dzisiejszych schronisk dla bezdomnych lub domów opieki społecznej. Mieścił się on w miejscu dawnej organistówki i należał do niego również kawałek pola uprawnego (90 prętów). Kolatorami, czyli utrzymującymi, byli dziedzice Bobina (do dziś zachowały się niektóre rachunki z funduszów szpitala).
Parafialny cmentarz usytuowany wówczas za wsią, został poświęcony 25 lipca 1815 przez proboszcza Wincentego Wosińskiego. Znajdują się w nim m.in. groby 3 kapłanów, 296 żołnierzy I wojny światowej (152 Austro-Węgierskich i 144 Rosyjskich) i groby poległych pod koniec II wojny światowej, grobowce dziedziców Bobina (Łosiów) i Dalechowic (Wojewódzkich).
W 2003 z kościoła w Bobinie skradziono: relikwie, kielichy, rokokową monstrancję, pacyfikał w stylu regencji, rokokowy trybularz i ampułki.
Patronami kościoła i parafii są: Święta Anna i dominikanin Wincenty Ferreriusz.